# Taraud
Pour les articles ayant des titres homophones, voir Tharaud, Taro et Tarot.
Le taraud est un outil destiné à réaliser un taraudage,  c'est-à-dire un filetage à l'intérieur d'un tube initialement lisse ou d'un trou percé dans une pièce (pour y visser un goujon ou une vis). Lorsqu'on souhaite réaliser un filetage à l'extérieur d'un tube, on parle de filetage externe réalisé avec une filière et on obtient une tige filetée.
Une autre technique est l'utilisation d'un outil à fileter intérieur sur un tour. Cette technique est plus adaptée aux taraudages de grands diamètres.

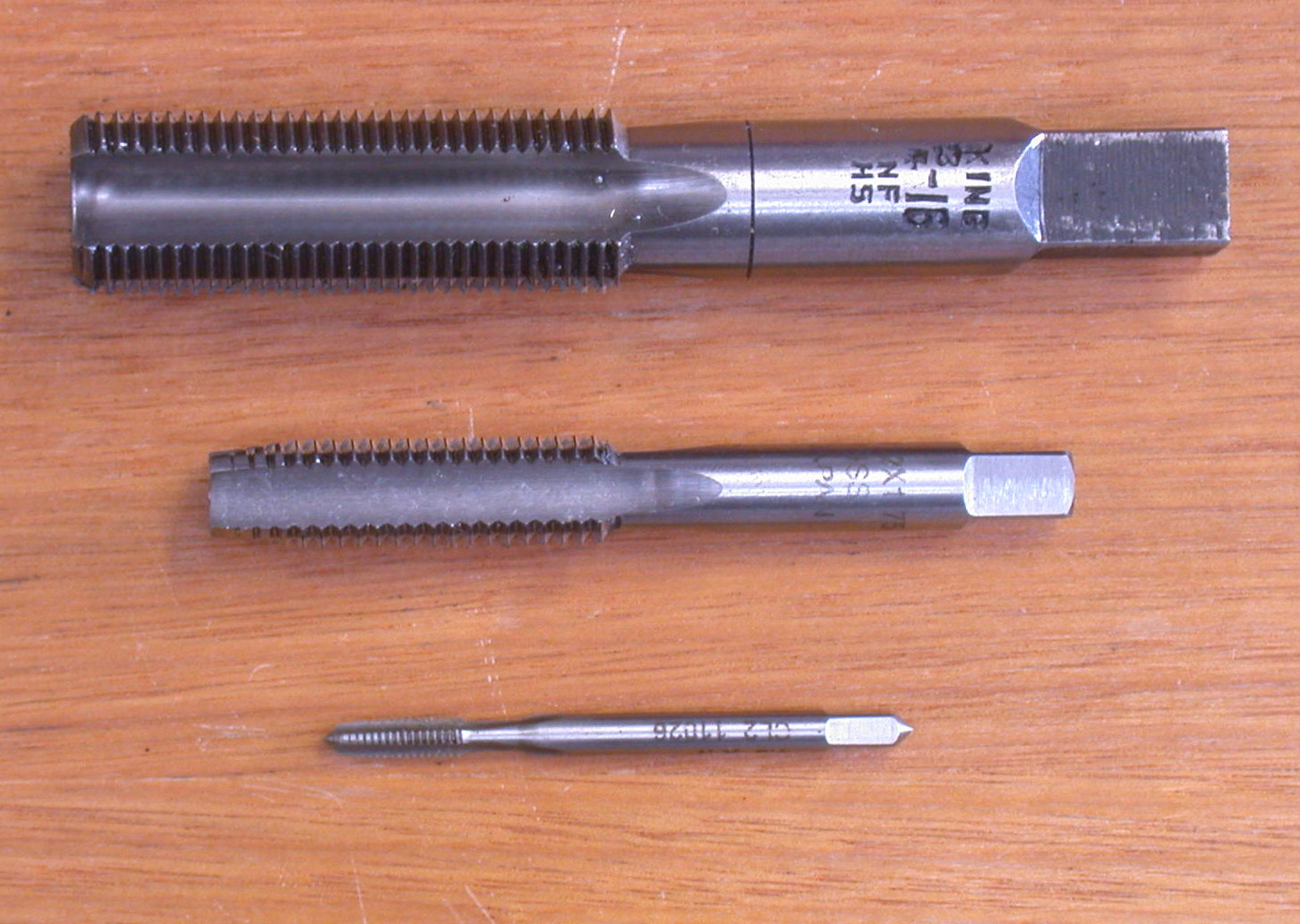
Tarauds.

## Aspect d'un taraud
Le taraud est composé de trois zones :
- La zone entrée ;
- La partie guidage (ou guide) ;
- La queue généralement cylindrique, se termine par un carré d'entraînement.

## Types de tarauds

### Tarauds à main
Pour le taraudage manuel, on utilise un tourne-à-gauche (ou une morille).
Généralement, le taraudage à la main s'effectue en trois passes successives à l'aide d'un jeu de trois tarauds spécialisés appelés :
- ébaucheur (on le reconnaît à la présence d'un trait sur la queue carrée[1]) ;
- intermédiaire (on le reconnaît à la présence de deux traits sur la queue carrée) ;
- finisseur (absence de traits sur la queue carrée).

Pendant chaque passe, il est courant d'utiliser un lubrifiant comme de l'huile ou du suif.

### Tarauds machine
Les tarauds machine ont la particularité de tarauder en une seule passe. Pour les petits diamètres et faibles profondeurs de taraudage, ils peuvent être utilisés à la main avec un tourne-à-gauche.